# Senioren-Convent zu Frankfurt (Oder)
Der SC zu Frankfurt (Oder) war ein Senioren-Convent an der Brandenburgischen Universität Frankfurt. 1998 ist er an der Europa-Universität Viadrina mit einem Corps wiedererstanden. 

## Geschichte

### 1798

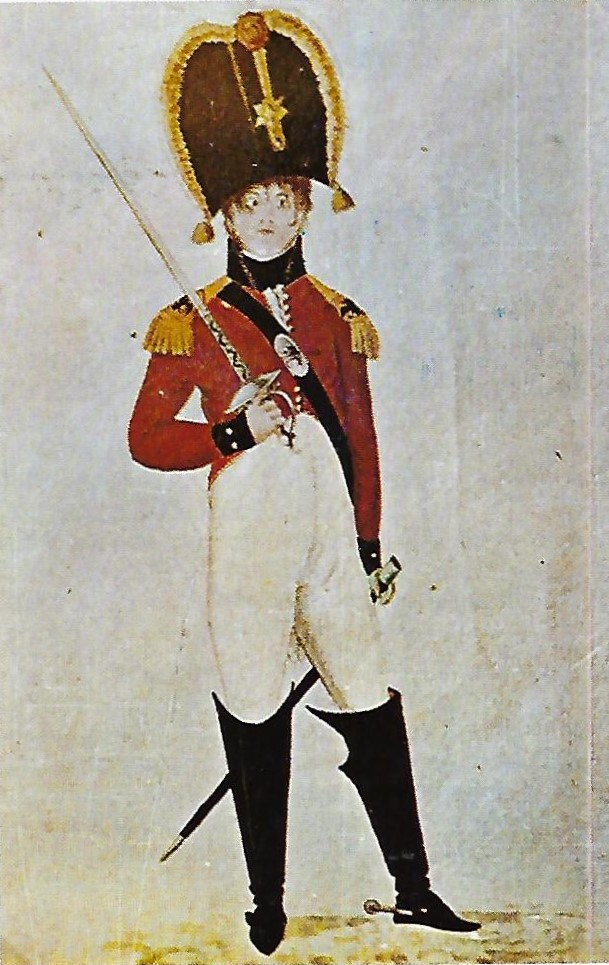
Frankfurter Märker (1805)

Die 1506 gegründete Brandenburgische Universität Frankfurt war nach dem Muster der Karls-Universität Prag und der Universität Leipzig in vier Nationes als Selbstverwaltungskörperschaften gegliedert; in Frankfurt waren es die der Märker, Franken, Schlesier und Preußen. Neben dieser amtlichen Einteilung entwickelten sich private landsmannschaftliche Vereinigungen, die das gesellige Leben der Studenten prägten. In der zweiten Hälfte des 18. Jahrhunderts gewannen die in Anlehnung an die Freimaurerei gegründeten Studentenorden schließlich eine beherrschende Stellung. Auswüchse ihres Comments erregten den Unmut einzelner Ordensbrüder und anderer Studenten. Unter Führung eines aus der Mark Brandenburg stammenden Studenten gründeten sie 1786 als Gegenbewegung zu den Orden das Märkische Kränzchen, auch Märkische Gesellschaft genannt. Etwa ein Jahr später teilten sie es in vier Landsmannschaften oder Kränzchen. Nach den hauptsächlichen Herkunftsprovinzen ihrer Mitglieder nannten sie sich Märker, Schlesier, Preußen (Ost- und Westpreußen) und Pommern. Sie wurden jeweils von  Senioren geleitet und vertreten. In den  „Allgemeinen Kartellgesetzen der 4 respektiven Kränzchen auf der Universität zu Frankfurt a.O.“  vom 16. Februar 1798 – dem ersten bekannten SC-Comment – regelten sie ihr Verhältnis untereinander. Als gemeinsamen Zweck legten sie „die Ausrottung schädlicher Ordensverbindungen und die Aufrechterhaltung eines vernünftigen Studentenkomments“  fest. Insbesondere lenkten sie das Duellwesen in geordnete Bahnen. Als ihr schärfster Gegner erwies sich Friedrich Ludwig Jahn, der 1801 als Frankfurter Student dem Unitistenorden angehörte. Von 1800 bis 1807 bestand der SC aus drei Landsmannschaften, weil sich die Pommern vorübergehend den Märkern anschlossen.
Als die Viadrina nach Breslau verlegt wurde, löste sich 1810/11 der Frankfurter SC auf. Preußen, Schlesier und ein Teil der Märker pflegten ihre Tradition in Breslau weiter, der überwiegende Teil der Märker übersiedelte an die neue Friedrich-Wilhelms-Universität Berlin und setzte hier ihre Frankfurter Tradition fort.

### 1998
Im Juli 1991 wurde in Frankfurt die neue Europa-Universität Viadrina gegründet, die auch einen hohen Anteil polnischer Studenten aufnehmen sollte. Diesem Ziel wollte das als erste örtliche  Studentenverbindung am 22. Juni 1995 konstituierte Corps Borussia-Polonia Rechnung tragen. Nach seiner Renoncierung im Kösener SC-Verband, für die drei Mensuren im Berliner SC nötig waren, wurde es am 9. Juli 1997 in den Verband rezipiert. Der oKC 1998 verlieh ihm die SC-Rechte; der Vorortsprecher stellte am 5. Juli 1998 offiziell die Rekonstitution des SC zu Frankfurt an der Oder fest. Am 28. Mai 2000  rekonstituierte das vormals in Köln und Aachen ansässige Corps Silesia in Frankfurt unter dem Namen Borusso-Silesia. Es recipierte die Corpsburschen und Inaktiven der gleichzeitig suspendierten Borussia-Polonia. Es genießt ebenfalls die SC-Rechte, führt seit dem 7. Dezember 2007 wieder den alten Namen Silesia und ist dem Berliner Consenioren-Convent angeschlossen.